# Shijie, Dongguan
Shijie (kinesiska: 石碣) är en köping i sydöstra  Kina.  Den ligger i staden Dongguan i provinsen Guangdong, omkring 54 kilometer öster om provinshuvudstaden Guangzhou. Antalet invånare är 246 960. Befolkningen består av 118 550 kvinnor och 128 410 män. Barn under 15 år utgör 7,0 %, vuxna 15-64 år 90 %, och äldre över 65 år 2,0 %.